# Boronia filicifolia
Boronia filicifolia är en vinruteväxtart som beskrevs av Allan Cunningham och George Bentham. Boronia filicifolia ingår i släktet Boronia och familjen vinruteväxter. Inga underarter finns listade i Catalogue of Life.